# Струя (математика)
Струя (или джет, от англ. jet) — структура, однозначно определённая частными производными функции (или сечения) в точке до некоторого порядка.
Например k-струя функции {\displaystyle f} в нуле однозначно описывается следующей последовательностью из {\displaystyle (k+1)}-го числа: 
{\displaystyle f(0),f'(0),\dots ,f^{(k)}(0).}
Струи и ростки предоставляют инвариантный язык для теории дифференциальных уравнений на гладких многообразиях.

## Определения

### Аналитическое определение
k-струя гладкого расслоения {\displaystyle E} на многообразии {\displaystyle M} в точке {\displaystyle x} — совокупность гладких сечений имеющих одинаковые
многочлены Тейлора k-ой степени в точке {\displaystyle x} в одной некоторой (а значит и в любой) карте {\displaystyle x}.
Пространство {\displaystyle k}-струй в точке {\displaystyle x} обозначается как {\displaystyle J_{x}^{k}}.

### Алгебро-геометрическое определение
Это определение основано на идеях алгебраической геометрии и коммутативной алгебры. Пусть {\displaystyle C^{\infty }(\mathbb {R} _{p}^{n},\;\mathbb {R} ^{m})} — векторное пространство ростков гладких отображений {\displaystyle f\colon \mathbb {R} ^{n}\to \mathbb {R} ^{m}} в точке {\displaystyle p\in \mathbb {R} ^{n}}. Пусть {\displaystyle {\mathfrak {m}}_{p}} — идеал отображений, равных нулю в точке {\displaystyle p} (это максимальный идеал локального кольца {\displaystyle C^{\infty }(\mathbb {R} _{p}^{n},\;\mathbb {R} ^{m})}), а {\displaystyle {\mathfrak {m}}_{p}^{k+1}} — идеал, состоящий из ростков всех отображений, равных нулю в точке {\displaystyle p} с точностью до {\displaystyle k}-го порядка. Определим пространство струй в точке {\displaystyle p} как
{\displaystyle J_{p}^{k}(\mathbb {R} ^{n},\;\mathbb {R} ^{m})=C^{\infty }(\mathbb {R} _{p}^{n},\;\mathbb {R} ^{m})/{\mathfrak {m}}_{p}^{k+1}.}
Если {\displaystyle f\colon \mathbb {R} ^{n}\to \mathbb {R} ^{m}} — гладкое отображение, то можно определить {\displaystyle k}-струю {\displaystyle f} в точке {\displaystyle p} как элемент {\displaystyle J_{p}^{k}(\mathbb {R} ^{n},\;\mathbb {R} ^{m})}, для которого
{\displaystyle J_{p}^{k}f=f\,({\bmod {\,}}{\mathfrak {m}}_{p}^{k+1}).}

### Теорема Тейлора
Независимо от определения, теорема Тейлора устанавливает канонический изоморфизм между векторными пространствами {\displaystyle J_{p}^{k}(\mathbb {R} ^{n},\;\mathbb {R} ^{m})} и {\displaystyle \mathbb {R} ^{m}[z]/(z^{k+1})}, поэтому струи функций на евклидовом пространстве зачастую отождествляются с соответствующими многочленами Тейлора.

### Пространство струй из точки в точку
Мы определили пространство {\displaystyle J_{p}^{k}(\mathbb {R} ^{n},\;\mathbb {R} ^{m})} струй в точке {\displaystyle p\in \mathbb {R} ^{n}}. Подпространство, содержащее те струи отображения {\displaystyle f}, для которых {\displaystyle f(p)=q}, обозначается
{\displaystyle J_{p}^{k}(\mathbb {R} ^{n},\;\mathbb {R} ^{m})_{q}=\{J^{k}f\in J_{p}^{k}(\mathbb {R} ^{n},\;\mathbb {R} ^{m})\mid f(p)=q\}.}

## Струи сечений гладкого расслоения
Пусть {\displaystyle Y\to X} — гладкое расслоение. Струёй {\displaystyle k}-го порядка {\displaystyle j_{x}^{k}s} его сечений {\displaystyle s} называется класс эквивалентности этих сечений, отождествляемых, если их значения и значения их частных производных до {\displaystyle k}-го порядка в точке {\displaystyle x} совпадают. Струи {\displaystyle k}-го порядка образуют гладкое многообразие {\displaystyle J^{k}Y}, называемое многообразием струй.
Теория связностей, теория дифференциальных операторов и лагранжева теория на гладких расслоениях (в том числе классическая теория поля) формулируются в терминах многообразий струй {\displaystyle J^{k}Y}.